# Daniele Massaro
Daniele Massaro (født 23. maj 1961) er en tidligere italiensk fodboldspiller.

## Italiens fodboldlandshold
| Italiens landshold | Italiens landshold | Italiens landshold |
| År                 | Kmp                | Mål                |
| ------------------ | ------------------ | ------------------ |
| 1982               | 1                  | 0                  |
| 1983               | 0                  | 0                  |
| 1984               | 3                  | 0                  |
| 1985               | 1                  | 0                  |
| 1986               | 1                  | 0                  |
| 1987               | 0                  | 0                  |
| 1988               | 0                  | 0                  |
| 1989               | 0                  | 0                  |
| 1990               | 0                  | 0                  |
| 1991               | 0                  | 0                  |
| 1992               | 0                  | 0                  |
| 1993               | 0                  | 0                  |
| 1994               | 9                  | 1                  |
| Total              | 15                 | 1                  |